# Sandra Buliņa
Sandra Buliņa (* 20. April 2001 in Alūksne, Rajon Alūksne) ist eine lettische Biathletin, die auf nationaler Ebene zudem als Leichtathletin aktiv ist. Sie startet seit 2022 im Biathlon-Weltcup.

## Sportliche Laufbahn

### Biathlon
Ihre ersten internationalen Wettkämpfe im Biathlon bestritt Sandra Buliņa bei den Jugendweltmeisterschaften 2018 und nahm im Folgewinter auch an Wettkämpfen des IBU-Junior-Cup teil. Im Allgemeinen hatte sie auf Juniorenebene zunächst eher wenige Erfolge zu verzeichnen, bestes Ergebnis in der Folgezeit wurde Rang 36 im Verfolgungsrennen der Junioren bei den Sommerbiathlon-Weltmeisterschaften 2019. Mit dem Beginn der Saison 2019/20 startete die Lettin erstmals im IBU-Cup und bestritt dort den gesamten Winter, ohne allerdings ein Top-60-Ergebnis zu erzielen. Wesentlich besser verlief auch der Winter 2020/21 nicht, bei ihren ersten Europameisterschaften kam beispielsweise kein Ergebnis unter den besten 100 zustande. Lediglich bei der Sommerbiathlon-WM zeigte sie auf, erzielte in den Juniorenbewerben drei Top-20-Ergebnisse und lief beim Silbermedaillengewinn ihrer Schwester Sanita im Sprint auf den zehnten Rang. Zu Beginn der Saison 2021/22 ging es für Buliņa erstmals unter die besten 50 eines IBU-Cup-Rennens, sodass die Lettin nach dem Jahreswechsel in Oberhof ihr Debüt im Weltcup gab und den Sprint auf Rang 94 von 104 Startern abschloss. Kurz vor Saisonende war sie in Kontiolahti noch einmal Teil des Weltcupteams, wurde aber im Sprint und mit der Staffel abgeschlagene Letzte. Mit Start der Folgesaison stellte Buliņa mit den Rängen 75 und 64 in Einzel und Sprint von Kontiolahti deutliche Bestleistungen auf, wobei sie sich im Einzel sogar besser als ihre bis dahin deutlich erfolgreichere Schwester platzierte. Ansonsten nahm sie an einigen Wettkämpfen im Juniorcup teil, war im Januar 2023 bei den Stationen des Weltcups am Start und beendete ihre Saison mit den Europameisterschaften, wo Rang 18 mit der Mixedstaffel und Platz 60 im Sprint resultierte.
Im Januar 2024 erreichte Buliņa in Ruhpolding mit Rang 63 im Sprint ihr bis dahin bestes Weltcupergebnis, zudem nahm sie ohne nennenswerten Erfolg erstmals an Weltmeisterschaften teil. In der Saison 2024/25 erzielte die Lettin ihre ersten drei Top-60-Platzierungen, dabei erreichte sie in Oberhof auch erstmals ein Verfolgungsrennen. Erfolgreich schnitt sie bei den Europameisterschaften ab, da Buliņa in Einzel und Sprint die Ränge 21 und 28 sowie Platz neun mit der  Staffel erzielte.

### Leichtathletik
Sporadisch nimmt Buliņa seit 2015 an Distanz- und Crossläufen in Lettland teil und repräsentiert dort die Sportschule Alūksne. International trat sie in dieser Sportart noch nicht in Erscheinung.

## Persönliches
Sandra Buliņas Zwillingsschwester Sanita startet seit 2020 im Weltcup und nahm an bisher drei Weltmeisterschaften teil.

## Statistiken

### Weltcupplatzierungen
Die Tabelle zeigt alle Platzierungen (je nach Austragungsjahr einschließlich Olympische Spiele und Weltmeisterschaften).
- 1.–3. Platz: Anzahl der Podiumsplatzierungen
- Top 10: Anzahl der Platzierungen unter den ersten zehn (einschließlich Podium)
- Punkteränge: Anzahl der Platzierungen innerhalb der Punkteränge (einschließlich Podium und Top 10)
- Starts: Anzahl gelaufener Rennen in der jeweiligen Disziplin
- Staffel: inklusive Mixed- und Single-Mixed-Staffeln

| Platzierung               | Einzel | Sprint | Verfolgung | Massenstart | Staffel | Gesamt |
| ------------------------- | ------ | ------ | ---------- | ----------- | ------- | ------ |
| 1. Platz                  |        |        |            |             |         |        |
| 2. Platz                  |        |        |            |             |         |        |
| 3. Platz                  |        |        |            |             |         |        |
| Top 10                    |        |        |            |             |         |        |
| Punkteränge               |        |        |            |             | 13      | 13     |
| Starts                    | 6      | 16     | 1          |             | 13      | 36     |
| Stand: Saisonende 2024/25 |        |        |            |             |         |        |

### Biathlon-Weltmeisterschaften
Ergebnisse bei den Weltmeisterschaften:
| Weltmeisterschaften | Weltmeisterschaften | Einzelwettbewerbe | Einzelwettbewerbe | Einzelwettbewerbe | Einzelwettbewerbe | Staffelwettbewerbe | Staffelwettbewerbe | Staffelwettbewerbe |
| Jahr                | Ort                 | Einzel            | Sprint            | Verfolgung        | Massenstart       | Damenstaffel       | Mixedstaffel       | S.-M.-Staffel      |
| ------------------- | ------------------- | ----------------- | ----------------- | ----------------- | ----------------- | ------------------ | ------------------ | ------------------ |
| 2024                | Nové Město          | 69.               | 85.               | –                 | –                 | 15.                | –                  | –                  |
| 2025                | Lenzerheide         | 58.               | 73.               | –                 | –                 | 16.                | –                  | –                  |

### Jugend-/Juniorenweltmeisterschaften
Buliņa nahm bis 2020 an den Jugend-, ab 2021 an den Juniorenwettkämpfen teil.
| Weltmeisterschaften | Weltmeisterschaften | Einzelwettbewerbe | Einzelwettbewerbe | Einzelwettbewerbe | Damenstaffel |
| Jahr                | Ort                 | Einzel            | Sprint            | Verfolgung        | Damenstaffel |
| ------------------- | ------------------- | ----------------- | ----------------- | ----------------- | ------------ |
| 2018                | Otepää              | 77.               | 61.               | –                 | –            |
| 2019                | Osrblie             | 54.               | 66.               | −                 | 17.          |
| 2020                | Lenzerheide         | 63.               | 78.               | –                 | 18.          |
| 2021                | Obertilliach        | 64.               | 67.               | –                 | −            |
| 2022                | Soldier Hollow      | 47.               | 38.               | 43.               | –            |